# Ledereragrotis
Ledereragrotis là một chi bướm đêm thuộc họ Noctuidae.

## Loài
- Ledereragrotis difficilis (Erschoff, 1887)
- Ledereragrotis multifida (Lederer, 1870)